# 登封南岳庙
登封南岳庙位于河南省登封市城南约22公里处的大金店镇大金店村，相传始建于金代，现存建筑多建于明清时期。南岳庙于1986年11月被公布为第二批河南省文物保护单位，2013年3月被公布为第七批全国重点文物保护单位。

## 建筑特点
南岳庙原有大门、掖门、财神殿、广生殿、三官殿、火神殿、龙王殿等建筑。庙院三进，现仅存府君殿（正殿）。府君殿面阔三间，进深三间，为单檐歇山式建筑，灰筒瓦顶。檐下一周施三踩斗拱，前墙壁辟有隔扇门窗，木柱石础。梁上装饰有以游龙为主的彩绘。殿内正中悬一横匾，书“聪明正直”四字。殿前有月台。府君殿后的天爷殿、灶君殿、龙王殿义勇祠等建筑屡经改建，已失原貌。